# Engyum melanodacrys
Engyum melanodacrys là một loài bọ cánh cứng trong họ Cerambycidae.